# HMS Garth (L20)
HMS Garth (L20) là một tàu khu trục hộ tống lớp Hunt Kiểu I của Hải quân Hoàng gia Anh Quốc được hạ thủy và đưa ra phục vụ vào năm 1940. Nó đã hoạt động cho đến hết Chiến tranh Thế giới thứ hai, cho đến khi xuất biên chế năm 1945 và bị bán để tháo dỡ năm 1958.

## Thiết kế và chế tạo
Cleveland Garth được đặt hàng cho hãng John Brown & Company tại River Clyde, trong Chương trình Chế tạo 1939 và được đặt lườn vào ngày 8 tháng 6 năm 1939. Nó được hạ thủy vào ngày 28 tháng 12 năm 1939 và nhập biên chế vào ngày 8 tháng 6 năm 1940. Con tàu được cộng đồng dân cư Wokingham tại Berkshire đỡ đầu trong khuôn khổ cuộc vận động gây quỹ Tuần lễ Tàu chiến năm 1942.

## Lịch sử hoạt động
Sau khi đưa vào hoạt động, Garth đã phục vụ tại vùng biển nhà, bao gồm khu vực tiếp cận Tây Bắc và eo biển Manche. Nó đã hộ tống cho tàu monitor Erebus (I02) trong cuộc triệt thoái khỏi Dunkirk, và vào tháng 11 năm 1940 đã cùng tàu khu trục Campbell (D60) đánh chìm tàu phóng lôi E-Boat S38 của Đức Quốc xã ngoài khơi Southwold, là chiếc đầu tiên bị đánh chìm trong các cuộc tấn công vào các đoàn tàu vận tải ven biển.

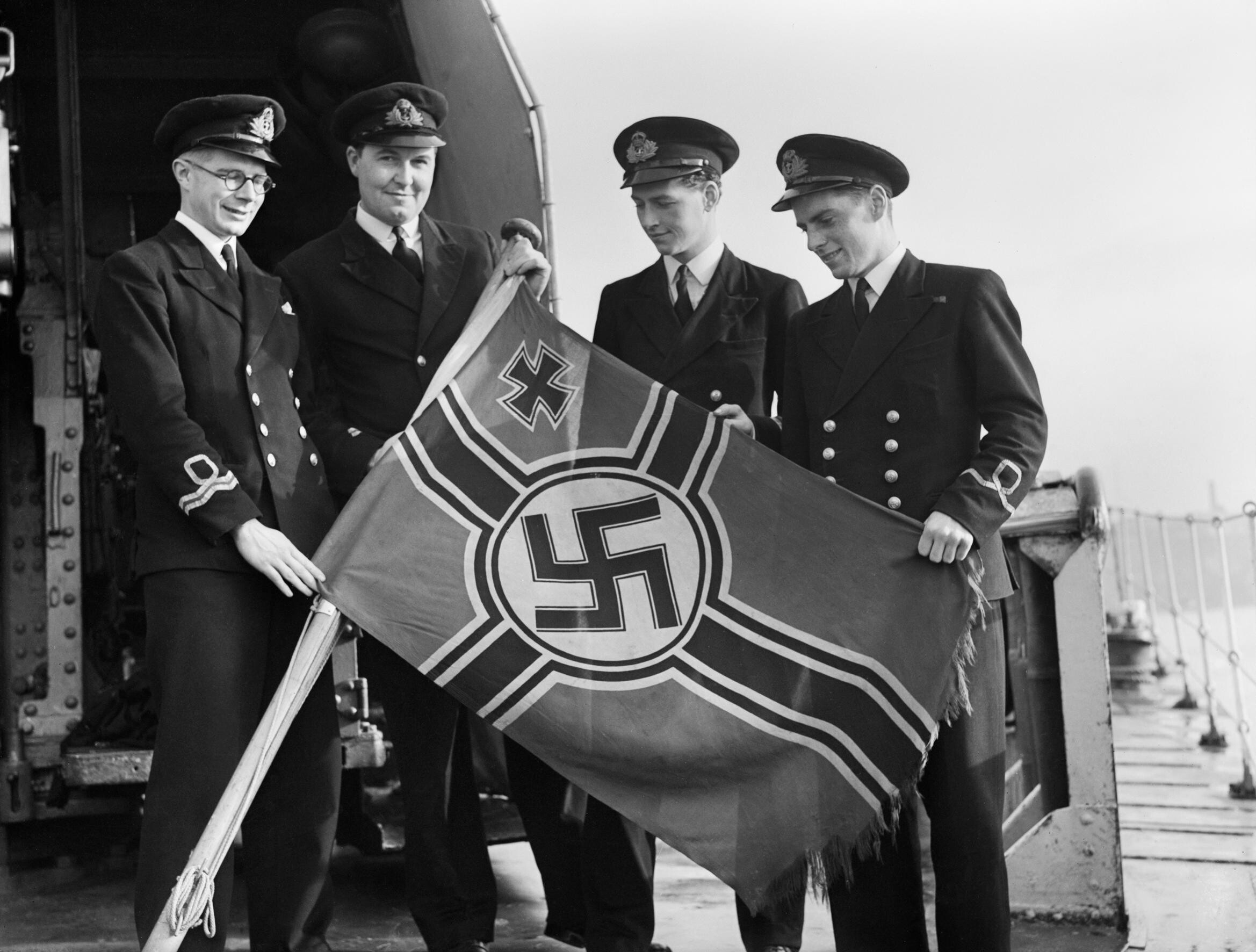
Các sĩ quan Hải quân Anh trên HMS Garth cùng lá cờ của chiếc E-boat chiếm được tại Sheerness, 21 tháng 10 năm 1944.

Trong những năm 1941-1942, Garth tiếp tục nhiệm vụ hộ tống để bảo vệ vận tải ven biển dọc theo bờ Đông nước Anh. Vào năm 1942, nó được cử vào thành phần hỗ trợ cho Chiến dịch Jubilee, cuộc Đột kích Dieppe vào tháng 8, rồi sau đó tiếp tục hoạt động tại khu vực eo biển Manche và Bắc Hải. Nó đã húc và đánh chìm chiếc E-boat S73 ngoài khơi vào tháng 2 năm 1943. Sang tháng 4 năm 1944, con tàu lại được cử tham gia hỗ trợ cho Chiến dịch Overlord, cuộc đổ bộ của lực lượng Đồng Minh lên Normandy. Đến tháng 10, nó bắn hải pháo hỗ trợ cho cuộc tấn công lên Walcheren, vốn là cứ điểm phòng thủ cho vũng biển Scheldt và cảng Antwerp. Sau đó nó quay trở lại hoạt động hộ tống vận tải và tuần tra tại Bắc Hải.
Từ tháng 8 năm 1945, Garth được sử dụng như một tàu nghỉ ngơi tại Chatham, rồi sau đó được đưa về thành phần dự bị, và được bán cho hãng Thomas W. Ward Ltd để tháo dỡ. Nó được kéo đến Barrow để tháo dỡ vào ngày 25 tháng 8 năm 1958.